# محمدرضا میرزا
محمدرضا میرزا (زاده ۱۲۱۱ قمری در شیراز) پسر سیزدهم فتحعلی‌شاه قاجار و حاکم گیلان بود.

مادر محمدرضا میرزا از کنیزان ارمنی هدایت‌الله خان فومنی بود که پس از فتح گیلان توسط آقامحمدخان و کشته شدن هدایت‌الله‌خان، وارد حرم‌خانه فتحعلی‌شاه شد و به ازدواج او درآمد. محمدرضا میرزا صوفی‌مسلک و از پیروان محمدجعفر کبودرآهنگی بود. فتحعلی‌شاه او را به حکومت گیلان منسوب کرد. اطرافیان او را در گیلان دراویش تشکیل می‌دادند و پس از مدتی محمدجعفر کبودرآهنگی نیز به دعوت او به گیلان آمد. در سال ۱۲۳۸ قمری علمای گیلان که از علاقه محمدرضا میرزا به دراویش به تنگ آمده بودند، به فتحعلی‌شاه شکایت کردند. در زمستان آن سال فتحعلی‌شاه جهت شکار به لوشان رفت و محمدرضا میرزا را فراخواند و پس از گوشزد ساختن شکایت علما، دراویش را از دستگاه او راند. در تابستان سال ۱۲۳۹ قمری که این بار شاه در چمن سلطانیه بود، باردیگر محمدرضا میرزا را به جهت تعویق در پرداخت مالیات حکومت گیلان احضار کرد و او را عزل نمود و برادرش یحیی میرزا را به جای او منصوب کرده و وزارت گیلان را به منوچهرخان معتمدالدوله سپرد.
ملک‌ایرج میرزا درباره او می‌نویسد:
«شاهزاده در ایام معزولی سه ماهه روزه می‌گرفت و ریاضت می‌کشید. در قمار و شکار و سایر امور داخل برادران نبود و سیاقی علی‌حده داشت.»

یکی از همسران محمدرضا میرزا از نوادگان نادرشاه بود که از او صاحب پسری به نام رضاقلی میرزا شد. دختر رضاقلی میرزا به نام «بدرالسلطنه» با ناصرالدین‌شاه قاجار ازدواج کرد. پسر بدرالسلطنه محمدرضا میرزا رکن‌السلطنه بود.